# 比纽埃拉
比纽埃拉，是西班牙安达卢西亚自治区马拉加省的一个市镇。 总面积27平方公里，总人口1281人（2001年），人口密度47人/平方公里。